# Red Arrows
Os Red Arrows, oficialmente denominados como Royal Air Force Aerobatic Team (Grupo Acrobático da Real Força Aérea), são um grupamento de acrobacias aéreas da Royal Air Force.
Sua base oficial está localizada em Lincolnshire, Inglaterra.
O grupamento foi criado em 1964 e participa de exibições e também de campeonatos de acrobacias aéreas.